# Carnevale di Gerti
Carnevale di Gerti è una poesia composta da Eugenio Montale nel 1928, e fa parte della raccolta Le occasioni.
Gerti è l'austriaca di origine ebraica Gerti Frankl Tolazzi (1902-1989), di Graz, amica di Bobi Bazlen (ma anche di Svevo o Saba) e del poeta, e sposata con l'ingegnere Carlo Tolazzi, in quel periodo ufficiale di stanza a Lucca; si tratta della stessa Gerti che secondo Bazlen aveva fotografato le gambe di Dora Markus).
Montale la conosce nel dicembre 1927 a casa di Drusilla Tanzi e Matteo Marangoni. Nei versi della poesia, con riferimenti all'incontro reale tra Montale e Gerti a casa Marangoni (il piombo fuso a mezzanotte), il poeta descrive l'amica nel suo desiderio di fermare la fuga del tempo, e nel comune destino umano di sofferenza.

## Il testo
al gorgo degli umani affaticato...»
Il poeta parla di Gerti e descrive i suoi pensieri, rivolgendosi a lei mentre contempla il Carnevale e si costruisce una sua realtà magica, in un mondo soffiato entro una tremula / bolla d'aria dove questa festa e quella della fine dell'anno si confondono. Poi il pensiero di questa donna ritorna all'infanzia (Penso / che se muovi la lancetta al piccolo / orologio che rechi al polso, tutto / arretrerà...), alla sua lontana patria d'origine. Infine ella si ritrova di nuovo nel tempo presente, dove non c'è apertura o salvezza per il gorgo degli umani affaticato, e le primavere non fioriscono.